# Saeed bin Maktoum Al Maktoum
El jeque Saeed bin Maktoum bin Hasher Al Maktoum  — en  árabe: سعيد بن مكتوم آل مكتوم — nació en 1878  y falleció el 9 de septiembre de 1958. Fue el Gobernador de Dubái desde 1912 hasta su muerte en 1958. Presidió Dubái durante el final del boom de las perlas y a través de la larga y difícil recesión que siguió al colapso del mercado de las perlas, transformó a Dubái en un centro de comercio activo que desarrolló nuevos mercados y oportunidades económicas.
A pesar de continuar una larga tradición de gobernantes liberales y de mentalidad comercial, se enfrentó a la presión de varias figuras importantes de Dubái para reformar el gobierno de la ciudad y finalmente se vio obligado a sofocar lo que se convirtió en una rebelión activa contra su gobierno.
En su vida posterior cedió muchas de las responsabilidades de impulsar el crecimiento económico de Dubái a su hijo, Rashid.

## Antecedentes
Saeed bin Maktoum era hijo de Maktoum bin Hasher, que gobernó Dubái desde 1894 hasta 1906. Tras la muerte de Maktoum, su prima Butti bin Suhail Al Maktoum gobernó durante ocho años hasta poco antes de su muerte en 1912.
Con 34 años de edad en el momento de su adhesión, Sheikh Saeed heredó un pequeño pero próspero puerto comercial y un centro de perlas que empleaba a unos 7000 hombres en el comercio de temporada. Un hombre sencillo, Saeed viajó a cazar en el desierto y fue respetado por sus valores islámicos firmes.
Las relaciones con los jeques vecinos eran estables, al igual que la relación de Saeed con los británicos. La industria de las perlas era lucrativa y el comercio se basaba en un animado mercado de reexportación, en particular a los entornos de los jeques árabes y persas.
Tras el movimiento de comerciantes de Lingeh a Dubái en los primeros años del siglo XX, se produjo otra migración con condiciones cada vez más restrictivas para el comercio en el sur de Persia. Muchos más comerciantes de las áreas de Bastak y Lingeh se mudaron a Dubái, donde fueron bien recibidos. Algunos habían establecido negocios en Dubái pero no se habían traído a sus familias y, en la década de 1920, muchos de ellos se mudaron a Dubái de manera permanente. Durante mucho tiempo hubo una buena relación comercial entre Dubái y Bastak, siendo esta última una fuente importante de leña para las comunidades costeras del Golfo.

### El colapso del comercio de perlas
A medida que se producía esta nueva afluencia de familias comerciales, se estaban formando nubes de tormenta sobre el mercado de las perlas. La perla cultivada japonesa, una maravilla mostrada  previamente en exposiciones y otras ferias,  comenzó a producirse en cantidades comerciales a finales de los años veinte. La afluencia de perlas baratas y de alta calidad a los mercados mundiales se produjo junto con el deterioro económico de la Gran Depresión. El resultado en los mercados de perlas del Golfo fue devastador. En 1929, 60 de barcos de perlas de Dubái — en 1907 había 335 barcos que operan fuera del puerto— permanecieron en el puerto durante toda la temporada. El complejo sistema de financiación que sustentó la industria de la perla, la relación entre propietarios, comerciantes de perlas, nakhudas —capitanes— y buzos y tiradores se desmoronaron y dejaron un número cada vez mayor de trabajadores en la ciudad enfrentados a la pobreza.
Un número récord de esclavos se acercó al agente británico en busca de manumisión, un reflejo del estado de la flota de perlas y sus dueños.
En 1934, Sheikh Rashid concluyó un acuerdo con Imperial Airways para que los vuelos se realicen a través de Dubái, con vuelos que comenzarán en 1937. El acuerdo generó ingresos positivos. También firmó un acuerdo preliminar para una concesión petrolera con la compañía británica Petroleum Concessions Ltd el 22 de mayo de 1937, estipulando que la mano de obra local tendría que ser utilizada en un esfuerzo por crear empleo para el pueblo de Dubái. Junto a estos esfuerzos, los comerciantes de Dubái encontraron nuevos mercados en Persia, intercambiando azúcar, té, ropa, pieles e incluso cemento en el continente persa. Su creciente prosperidad llegó al momento en que la clase adinerada tradicional de Dubái, los comerciantes de perlas y los propietarios de barcos, se enfrentaron a la penuria. Esto llevó a crecientes tensiones y al creciente descontento entre algunas de las familias más influyentes de la ciudad.

## Majlis
El movimiento Majlis de 1938 fue un reflejo del descontento que sintieron algunas de las principales figuras de Dubái, incluidos los miembros de la familia Maktoum. En octubre de 1938, la situación se había deteriorado hasta el punto en que Dubái se dividió en dos campos armados por su ensenada: Deira estaba en manos de los miembros descontentos de Al Bu Falasah y Bur Dubái por Sheikh Saeed y sus seguidores. Tras la mediación de otros gobernantes y el personal político británico, que viajó desde Baréin el 20 de octubre, se firmó un acuerdo para establecer el Majlis, un consejo consultivo de quince miembros de la comunidad dirigidos por Sheikh Saeed.
El Majlis creó una serie de organismos municipales, entre ellos un Consejo Municipal y un Consejo de Comerciantes, así como el puesto de Director de Educación, que ocupó Sheikh Mana Al Maktoum. Sin embargo, el Majlis no solo se preocupaba por los asuntos prácticos, sino que también buscaba limitar la capacidad financiera del gobernante y pedir una reforma política.
Sheikh Saeed se desconcertó rápidamente con el proceso de Majlis y se excusó de asistir a las reuniones del consejo. El 29 de marzo de 1929 el Majlis se disolvió cuando varios de sus miembros fueron atacados por beduinos que asistían a la boda de su hijo en Deira.

## El crecimiento económico
Aunque debía gobernar otros 20 años, Saeed evitó cada vez más la vida política y cedió la administración de Dubái a Sheikh Rashid, su hijo. A Rashid se le ocurrió implementar muchas de las reformas que el Majlis había solicitado y también a agregar su propio impulso al desarrollo y reforma de Dubái transformando el pequeño puerto comercial en una ciudad-estado moderna dentro de una generación.
Para 1950, la British Residency estaba claramente perdida para explicar cual era la fuente de la riqueza de Dubái, que ahora se había convertido en considerable:

Dubai, en contraste con el moribundo Sharjah, a once millas de distancia, es una ciudad floreciente ... ya existe un aire de negocios alrededor del lugar, gracias a la Oficina de Correos, el banco, una sucursal de los Srs. Gray, Mackenzie y la oficinas de Desarrollo Petrolero — Trucial Coast — Ltd ... a juzgar por el aspecto próspero del bazar y por el ambiente animado de toda la ciudad, sus ingresos, para un puerto en miniatura de unos ocho a diez mil habitantes, deben ser considerables al día de hoy. El Sheikh y los mercaderes dan la impresión de que no están insatisfechos con las bendiciones presentes y que ven el futuro con esperanza.

En 1954, Dubái se convirtió en un municipio.
Las crecientes actividades de Petroleum Development (Trucial Coast), que habían obtenido varias concesiones de exploración en el área, significaron un aumento de la actividad económica y Dubái actuó para adaptarse a la infraestructura necesaria para aprovechar la oportunidad. En 1954 trajeron a Sir William Halcrow y sus socios para inspeccionar The Creek, y la Overseas Ast Company llevó a cabo la operación de dragado. Los préstamos, la emisión de Creek Bonds y la reventa de los terrenos reclamados por las operaciones de dragado ayudaron a pagar la operación, que tuvo lugar desde finales de 1958 y  1959. En esos momentos Sheikh Saeed era un anciano y estaba enfermo y los británicos instaban a Sheikh Rashid a que se hiciera cargo de su padre, lo cual se negó a hacer.

## Familia
Saeed se casó con Sheikha Hessa bint Al Murr, que fue la madre de todos sus hijos, excepto su hijo menor, Ahmed. Saeed se casó por segunda vez con Sheikha Fatima bint Ahmed bin Suliman.

## Muerte
Sheikh Saeed murió en la mañana del 10 de septiembre de 1958 a la edad de 80 años y fue sucedido por su hijo mayor, Sheikh Rashid bin Saeed Al Maktoum. Dos meses después de la muerte de Saeed, su segunda esposa tuvo un hijo, el jeque Ahmed bin Saeed Al Maktoum  y el 1 de diciembre de ese año Sheikh Ahmed se ocupó el puesto de Presidente y CEO de Emirates Airline.